# Dumortierit
Dumortierit ist ein eher selten vorkommendes Mineral aus der Mineralklasse der „Silikate und Germanate“. Es kristallisiert im orthorhombischen Kristallsystem mit der idealisierten Zusammensetzung Al6,5–7[(O,OH)3|BO3|(SiO4)3], ist also chemisch gesehen ein Aluminium-Borosilikat mit zusätzlichen Sauerstoff- bzw. Hydroxidionen. Strukturell gehört Dumortierit zu den Inselsilikaten.
In natürlichem Dumortierit ist oft ein geringer Anteil des Aluminiums durch Magnesium (Mg) oder Eisen (Fe) ersetzt (substituiert). Zudem ist dieser Strukturplatz nicht immer vollständig besetzt (□), was allgemein auch mit der Formel Al6(Al,Mg,Fe3+,□)[(O,OH)3|BO3|(SiO4)3] ausgedrückt wird.
Das Mineral findet sich meist in Form parallelfaseriger oder radialstrahliger Kristalle und Aggregate von blauer, grünlichblauer, violetter oder rotvioletter bis braunvioletter Farbe bei weißer Strichfarbe. Sichtbare Kristallflächen weisen einen glasähnlichen Glanz auf, in derben Aggregatformen ist Dumortierit dagegen matt.
Die bekannte Natursteinsorte Azul Do Macaubas enthält etwa 15 % Dumortierit, was der Grund für die kräftige Blaufärbung des Steins ist.

## Besondere Eigenschaften
Durch starkes Glühen geht Dumortierit unter Abgabe von Wasser (H2O) und Bortrioxid (B2O3) in das Mineral Mullit über.

## Etymologie und Geschichte
Erstmals entdeckt wurde Dumortierit im Steinbruch „Ducarre“ in der Gemeinde Chaponost im französischen Département Rhône und beschrieben 1881 durch M. F. Gonnard, der das Mineral nach dem französischen Paläontologen Eugène Dumortier (1801–1876) benannte.

## Klassifikation
In der veralteten 8. Auflage der Mineralsystematik nach Strunz gehörte der Dumortierit zur Mineralklasse der „Silikate“ und dort zur Abteilung „Neso-Subsilikate“, wo er gemeinsam mit Garrelsit, Grandidierit, Harkerit, Howlith, Kornerupin, Melanocerit, Painit und Serendibit in der „Dumortierit-Grandidierit-Gruppe“ mit der Systemnummer VIII/A’.13 steht.
In der zuletzt 2018 überarbeiteten Lapis-Systematik nach Stefan Weiß, die formal auf der alten Systematik von Karl Hugo Strunz in der 8. Auflage basiert, erhielt das Mineral die System- und Mineralnummer VIII/B.31-020. Dies entspricht der Klasse der „Silikate“ und dort der Abteilung „Inselsilikate mit tetraederfremden Anionen“, wo Dumortierit zusammen mit Boralsilit, Grandidierit, Harkerit, Holtit, Kornerupin, Magnesiodumortierit, Nioboholtit, Ominelit, Prismatin, Titanoholtit, Vránait und Werdingit eine unbenannte Gruppe mit der Systemnummer VIII/B.31 bildet.
Die von der International Mineralogical Association (IMA) zuletzt 2009 aktualisierte 9. Auflage der Strunz’schen Mineralsystematik ordnet den Dumortierit in die Klasse der „Silikate und Germanate“ und dort in die Abteilung „Inselsilikate (Nesosilikate)“ ein. Hier ist das Mineral in der Unterabteilung „Inselsilikate mit BO3-Dreiecken und/oder B[4], Be[4]-Tetraedern, eckenteilend mit SiO4“ zu finden, wo es zusammen mit Holtit und Magnesiodumortierit die „Dumortieritgruppe“ mit der Systemnummer 9.AJ.10 bildet.
In der vorwiegend im englischen Sprachraum gebräuchlichen Systematik der Minerale nach Dana hat Dumortierit die System- und Mineralnummer 54.01.02.01. Das entspricht der Klasse der „Silikate“ und dort der Abteilung „Inselsilikate: Borosilikate und einige Beryllosilikate mit (BO3)“. Hier findet er sich innerhalb der Unterabteilung „Inselsilikate: Borosilikate und einige Beryllosilikate mit (BO3)“ in der „Dumortieritgruppe“, in der auch Magnesiodumortierit eingeordnet ist.

## Bildung und Fundorte

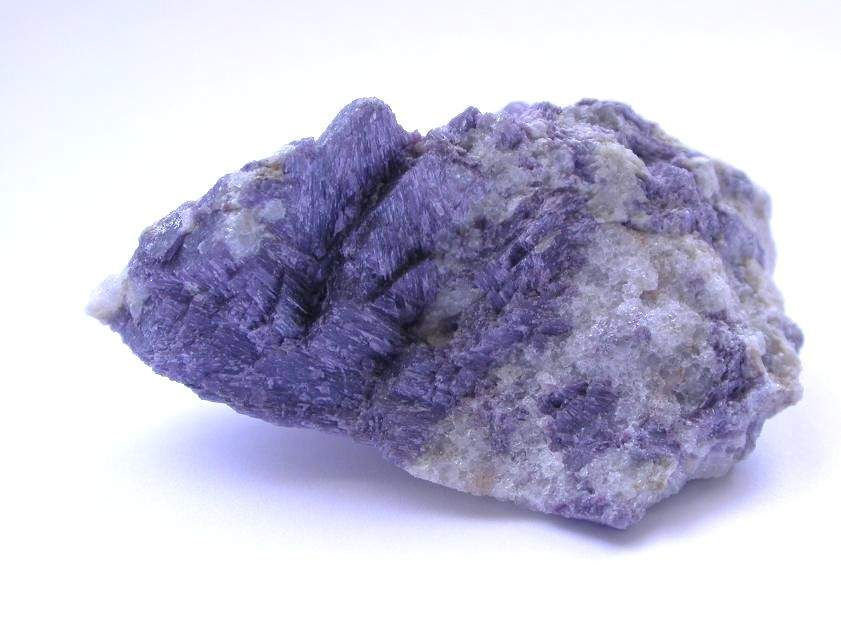
Blauvioletter Dumortierit aus Dehesa, San Diego County, Kalifornien, USA (Größe: 6 cm × 3 cm)

Dumortierit bildet sich in aluminiumreichen, regional metamorphosierten, granitischen Pegmatiten, Migmatiten oder Gneisen. Als Begleitminerale treten unter anderem Andalusit, Cordierit, Kyanit, Muskovit, Quarz, Rutil, Sillimanit, Skapolith, Topas und Turmalin auf.
Als eher seltene Mineralbildung kann Dumortierit an verschiedenen Fundorten zum Teil zwar reichlich vorhanden sein, insgesamt ist er aber wenig verbreitet. Als bekannt gelten bisher (Stand 2013) rund 200 Fundorte. Neben seiner Typlokalität, dem Steinbruch „Ducarre“, konnte das Mineral in Frankreich noch in der ebenfalls zum Département Rhône gehörenden Gemeinde Saint-Laurent-de-Chamousset sowie bei Rouquié (Gemeinde Lamontélarié) im Département Tarn gefunden werden.
In Deutschland trat Dumortierit unter anderem bei Egerten in Baden-Württemberg, Drachselsried und Ahornberg in Bayern, Rockeskyll (Eifel) in Rheinland-Pfalz sowie im Ratssteinbruch nahe Hartmannsdorf (bei Chemnitz) und bei Waldheim in Sachsen auf.
In Österreich konnte das Mineral bisher am Arlinggraben bei Kötsch (Gemeinde Wolfsberg), am Ladinger Spitz und bei Bad St. Leonhard im Lavanttal in der Kärntener Saualpe; bei Meidling (Gemeinde Paudorf), am Unterkienstock nahe Rossatz-Arnsdorf und am Zwettler Leiten nahe Felling (Gemeinde Gföhl), Ebersdorf (Gemeinde Leiben) und bei Amstall in Niederösterreich sowie am Kuppergrund bei Osterwitz, am Wildbachgraben und bei Schwanberg in der Steiermark gefunden werden.
In der Schweiz kennt man Dumortierit bisher nur vom Fornogletscher in Kanton Graubünden, aus dem Pontetal und Crodolotal nahe Brissago TI sowie aus Castione TI im Kanton Tessin.
Weitere Fundorte liegen unter anderem in der Antarktis, Australien, Österreich, Bolivien, Botswana, Brasilien, Bulgarien, Chile, Finnland, Indien, Italien, Japan, Kanada, Madagaskar, Mosambik, Namibia, Neuseeland, Norwegen, Peru, Polen, Russland, Schweden, der Schweiz, der Slowakei, Südafrika, Südkorea, Tschechien, der Ukraine, im Vereinigten Königreich (England) und den Vereinigten Staaten von Amerika (Alaska, Arizona, Kalifornien, Main, Montana, Nevada, New Mexico, New York, North Carolina, Pennsylvania, Utah, Washington).

## Kristallstruktur
Dumortierit kristallisiert orthorhombisch in der Raumgruppe Pmcn (Raumgruppen-Nr. 62, Stellung 5) mit den Gitterparametern a = 11,83 Å; b = 20,24 Å und c = 4,70 Å sowie 4 Formeleinheiten pro Elementarzelle.

## Verwendung

### Als Schmuckstein
Ähnlich wie Sodalith und Lapislazuli findet auch Dumortierit wegen seiner intensiven blauen farbe vorwiegend Verwendung als Schmuckstein. Für dichte Aggregatformen werden dabei Cabochon- und andere Glattschliffe und für Kristalle verschiedene Facettenschliffe bevorzugt. Daneben werden Aggregatformen auch zu verschiedenen kunstgewerblichen Gegenständen wie beispielsweise Tierskulpturen verarbeitet.
Aufgrund seiner farblichen Ähnlichkeit mit Sodalith und Lapislazuli sowie in Kristallform mit Azurit, Blauquarz besteht eine gewisse Verwechslungsgefahr mit diesen Mineralen. Blauquarz mit Einschlüssen aus Dumortierit wird präziser auch als Dumortieritquarz bzw. Dumortierit-Quarz bezeichnet.

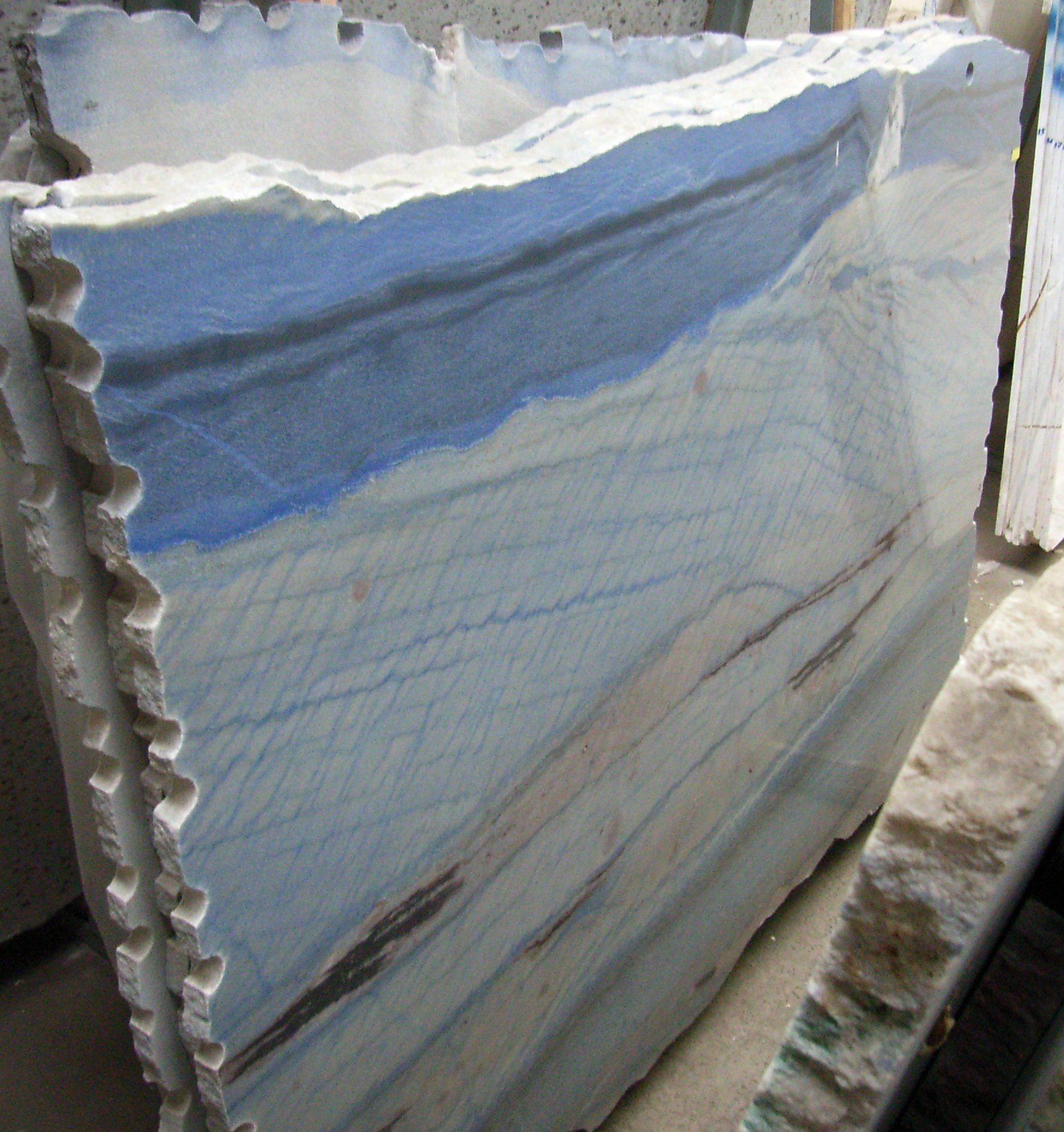
Unmaßtafel von Azul Macaubas

### Mineralischer Bestandteil eines Naturwerksteins
Das wichtigste farbgebende Mineral (blau und violettbraun) im Naturwerkstein Azul Macaubas ist Dumortierit in sehr feinkristalliner und einer schwankenden räumlichen Verteilung in diesem Quarzit.

### Als mineralischer Rohstoff
Gelegentlich wird Dumortierit als keramischer Rohstoff für Isolatoren und Laborgeräte verwendet.